# Arne Slot
Arend „Arne” Martin Slot (ur. 17 września 1978 w Bergentheim) – holenderski piłkarz, a następnie trener. Od 2024 szkoleniowiec Liverpoolu F.C. Finalista Ligi Konferencji UEFA w sezonie 2021/2022 (jako trener).

## Życie prywatne
Arne Slot ma żonę Mirjam, z którą ma dwójkę dzieci: syna Joela i córkę Isę.

## Sukcesy

### Piłkarz
PEC Zwolle
- Eerste divisie: 2001/2002, 2011/2012[3]

### Trener
Feyenoord
- Mistrzostwo Holandii: 2022/2023
- Puchar Holandii: 2023/2024
- Liga Konferencji Europy UEFA (2. miejsce): 2021/2022[4]

Liverpool FC
- Mistrzostwo Premier League: 2024/2025[5]